# 矛形岩瓷蟹
矛形岩瓷蟹（学名：Petrolisthes hastatus）为瓷蟹科岩瓷蟹屬下的一个种。